# Provinciale weg 415
De Provinciale weg 415 (N415) is een belangrijke uitvalsweg van Hilversum.
Hij begint als het verlengde van de Emmastraat aan de zuidoostelijke kant. De weg heeft een aansluiting op het Oostereind, waarvandaan men de A27 kan bereiken. De weg loopt onder de A27 door richting Baarn (Soestdijkerstraatweg). Na het verlaten van de gemeente Hilversum heet de weg de Hilversumsestraatweg en sluit daar aan op de Amsterdamsestraatweg. Op deze grens staan 2 (nummers 10 en 11) van de 23 grenspalen, die de grens markeren tussen de provincies Noord-Holland en Utrecht.
Op de hoek van Soestdijkerstraatweg en Utrechtseweg staat het voormalige tolhuis waarin een café-restaurant is gevestigd, na 400 meter gevolgd door station Hilversum Sportpark. Aan de zuidzijde staat het Dudokcollege. De Hilversumsestraatweg loopt door Boswachterij de Vuursche.
Overige bebouwing:
- astmacentrum Heideheuvel
- klooster Monnikenberg
- herstellingsoord Overbosch
- Villa Cara Casa
- Landhuis Middlesex
- Groot Kievitsdal
- Kasteel Hooge Vuursche

N23 · N194 · N196 · N197 · N198 · N199 · N200 · N201 · N202 · N203 · N204 · N205 · N206 · N207 · N208 · N209 · N210 · N211 · N212 · N213 · N214 · N215 · N216 · N217 · N218 · N219 · N220 · N221 · N222 · N223 · N224 · N225 · N226 · N227 · N228 · N229 · N230 · N231 · N232 · N233 · N234 · N235 · N236 · N237 · N238 · N239 · N240 · N241 · N242 · N243 · N244 · N245 · N246 · N247 · N248 · N249 · N250 · N307

N401 · N402 · N403 · N404 · N405 · N406 · N407 · N408 · N409 · N410 · N411 · N412 · N413 · N414 · N415 · N416 · N417 · N418 · N419 · N420 · N421 · N439 · N440 · N441 · N442 · N443 · N444 · N445 · N446 · N447 · N448 · N449 · N450 · N451 · N452 · N453 · N454 · N455 · N456 · N457 · N458 · N459 · N460 · N461 · N462 · N463 · N464 · N465 · N466 · N467 · N468 · N469 · N470 · N471 · N472 · N473 · N474 · N475 · N476 · N477 · N478 · N479 · N480 · N481 · N482 · N483 · N484 · N487 · N488 · N489 · N490 · N491 · N492 · N493 · N494 · N495 · N496 · N497 · N498 · N501 · N502 · N503 · N504 · N505 · N505 (Andijk) · N506 · N507 · N508 · N509 · N510 · N511 · N512 · N513 · N514 · N515 · N516 · N517 · N518 · N519 · N520 · N521 · N522 · N523 · N524 · N525 · N526 · N527 · N806 · N830 · N848

Cursief vermelde wegen zijn voormalige Provinciale wegen